# Sweet Home (jogo eletrônico)
Sweet Home é um jogo de RPG eletrônico e terror psicológico, lançado para o Nintendo Entertainment System em 1989, produzido pela Capcom. O jogo é relacionado ao filme japonês de terror de mesmo nome.

## História
Apesar de ser mais um RPG do que Survival Horror, Sweet Home serviu como inspiração para o Resident Evil. Resident Evil tem muitos elementos do Sweet inclusive a mansão, os enigmas, e mesmo o ecrã de carregamento da "porta". É considerado por alguns o primeiro jogo de survival horror por ter servido de inspiração para a série Resident Evil, apesar da distância a outros jogos que poderiam ser considerados e catalogados por horror de sobrevivência, como Haunted House para Atari 2600, anos antes do Sweet Home ser lançado. Não obstante, o Sweet Home remanesce um jogo importante dentro do seu subgênero.
Durante todo o jogo, Sweet Home segue uma equipe de cinco pessoas (Kazuo, o líder; Taro, o fotógrafo; Akiko, a enfermeira; Asuka, a empregada; e Emi, a garota forte) que arriscam na mansão abandonada do falecido Mamiya Ichirou. Ao entrar na casa, as portas atrás fecham-se atrás deles e o grupo descobre que a mansão está assombrada pelo fantasma de Mamiya, entre outras criaturas. Agora devem encontrar uma maneira de ir para fora da mansão antes que todos estejam mortos.
Sweet Home foi lançado apenas para o mercado japonês e nunca vendido fora do Japão. Apesar de vender mal globalmente, o jogo teve algumas características originais e criativas como:
- Mortes permanentes dos personagens (os personagens que morrem na batalha nunca mais revivem, ao contrário da maioria dos RPGs);
- Habilidades originais (cada personagem tem uma habilidade original que será necessária para terminar o jogo. Porém se um personagem morrer, determinados artigos podem ser encontrados que concederão a outro personagem as habilidades necessárias. Por exemplo, se a Akiko (enfermeira da equipa) morrer, a equipa pode encontrar os frascos do Pill, que podem ser usados para curar feridas;
- Cinco finais diferentes, os satisfatórios ambientes grandes e uma atmosfera assustadora.

Em 1999, dois grupos de tradução traduziram o jogo para inglês.

## Personagens

### Kazuo
O líder da equipe, e produtor do documentário. Utiliza o isqueiro, um artigo muito importante que pode ser usado se queimar abaixo de cordas e atacar inimigos. Tem a força mais elevada. Sua esposa morreu antes do jogo num acidente de carro, e é o interesse suspeitado do amor com Akiko.

### Taguchi
Um homem da câmera. Faz exame de fotografias com sua câmera, e pode também decodificar mensagens escondidas dentro das pinturas. A câmera pode também ser usada para causar danos a alguns inimigos. Além de ser o segundo mais forte do time, tem a defesa mais elevada.

### Akiko
É uma enfermeira e pode curar membros da equipe com seu kit de primeiros socorros. É o membro mais fraco da equipe.

### Asuka
Uma empregada doméstica. Usando seu aspirador de pó, Asuka pode limpar pinturas sujas e remover vidros partidos. É a segunda personagem feminina mais forte. Fica frequentemente possuída por Mamiya, recitando frases estranhas, tais como a "Elasticidade trás para mim meu bebê", "Ernessa Locke Blocke" e "Todos morrem."

### Emi
Não tem nenhuma ocupação especial no jogo, mas tem uma chave que pode abrir portas fechadas. É a personagem feminina mais forte, e mais justa da equipe.

### Senhora Mamiya
A vilã principal do jogo. Depois da morte do seu filho, ficou insana, indo assim por diante com a matança de outras crianças como "companheiros de brincadeira" para o seu filho na vida além morte.
Toma duas formas durante o jogo.Seu fantasma fechara varias portas no jogo mas Emi denstrancara essas portas

### Ichirou
Marido de Mamiya, é um pintor famoso. Tem os indícios esquerdos dispersados em torno da casa além a seu diário.

### Yamamura
Homem velho misterioso. Ajuda a equipe a chegar à área final, mas só aparece em alguns pontos no jogo.

## Filme
Existe também um filme do Sweet Home liberado em 1989. O jogo e o filme foram liberados simultaneamente assim que não está desobstruída se o filme foi baseado no jogo ou vice versa. Mais adicional complicando o debate sobre que veio o primeiro, o reboque Sweet Home é uma propaganda para o filme, e um passo de vendas para o jogo, porque inclui a sequencia de ambos.
As versões ambas do jogo, do filme e do vídeo contêm cópias duplicadas de imagens muito específicas. Mesmo assim, as coisas específicas, tais como as pinturas, a estátua do esqueleto, e as ferramentas, são exatamente os menos no filme e no jogo. Mesmo assim, a aparência facial dos retratos do caráter no jogo espelha o olhar dos atores no filme. Pode-se conseqüentemente supor que o jogo esteve baseado no filme (como, estava a outra maneira ao redor, os atores que olharam exatamente como o caráter que os retratos nos jogos necessitariam ser procurados).